# Слонячі хоботи

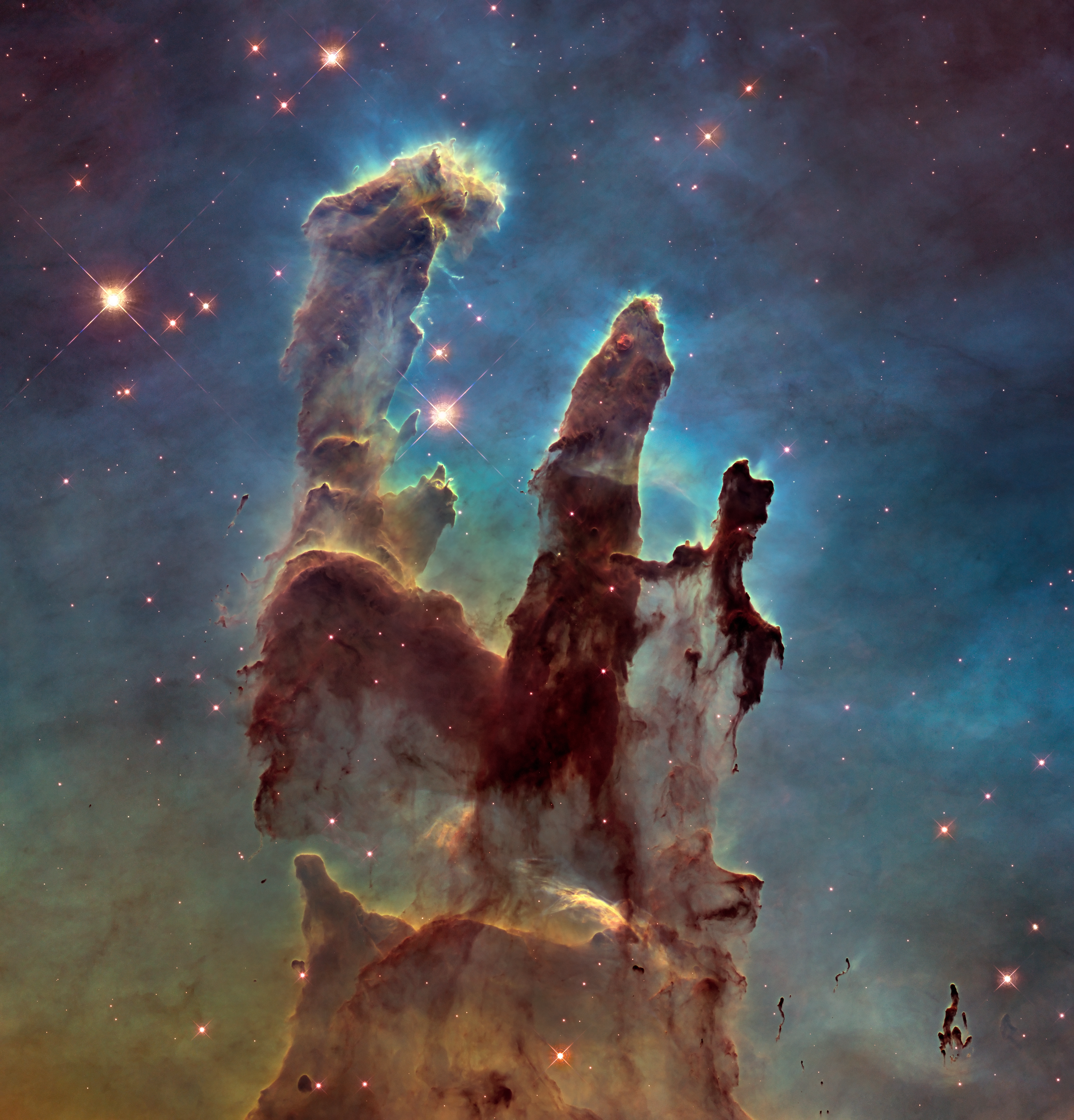
«Стовпи творіння» у туманності Орла

Слонячі хоботи (англ. Elephant trunks) — термін, який використовується для опису певних формацій міжзоряного середовища, його більш формальна назва — холодні молекулярні стовпи (англ. cold molecular pillars), з огляду на їх існування у молекулярних хмарах. Вони є сусідами масивних зір класу O та класу B, інтенсивне випромінення яких може сприяти утворенню регіонів іонізованого газу, які розширюються, відомих як зони H II. Слонячі хоботи нагадують масивні стовпи або колони газу та пилу, але мають різні форми, розміри та кольори. Астрономи досліджують унікальний процес формування слонячих хоботів, у тому числі за допомогою 2-D і 3-D симулювання.

## Формування
Зорі класів O та B мають сильне ультрафіолетове випромінення. Ультрафіолет іонізує оточуючі водневі хмари, що спричиняє формування зон H II. Однак газ у хмарі іонізується і розширюється нерівномірно, тому по хмарі розкидані ділянки більш щільного газу, що мають назву газові глобули, які випаровуються (evaporating gaseous globules, EGGs). Ці ділянки є стартовою точкою для формування слонячого хоботу; форма стовпа утворюється, оскільки такі ділянки слугують щитом (захистом) від зоряного вітру для газу позаду них., оскільки зоряний вітер, тобто постійний потік газу, який викидається з зір, «видуває» більш легкий та розріджений газ з міжзоряного середовища Відповідно еродуючі глобули та колони газу з «підвітряної» сторони від них є базовими формами слонячих хоботів.

## Структура
Слонячі хоботи формуються на зовнішній стінці хмари зони H II. Астрономи можуть вивчати лише структуру поверхні хоботів, оскільки непрозорість газу приховує внутрішню частину. Щільність та температури еродуючих глобул та хоботів вимірювались інфрачервоними, міліметровими та радіохвилями. Було визначено, що слонячі хоботи мають холодні серцевини (20K), оточені теплішим газом (60K) та гарячішою зовнішньою оболонкою (250-320K).

## Приклади

### Стовпи творіння
Стовпи творіння є найбільш відомим прикладом астрономічних слонячих хоботів. NASA створила композитне фото цього утворення з численних знімків, зроблених телескопом Габбл. Стовпи розташовані на відстані 7 тис.св.р. від Землі, у туманності Орла. У Стовпах є численні слонячі хоботи, один з яких має приблизно 7 св.р. у довжину. На думку астрономів, Стовпи творіння були ймовірно знищені ударною хвилею від наднової, яка спалахнула бл. 6 тис. років тому і ми спостерігаємо їх лише тому, що час спалаху ще менше відстані до них.

### Туманність Розетка
Туманність Розетка є прикладом незвичайної форми, яку може приймати слонячий хобот. Замість більш поширеної форми прямої колони вона має форму подвійної спіралі. Подвійна спіраль спричинена магнітними полями та електричними струмами вздовж довгих осей хоботів. Тому «нитки» колон є хвилястими, а не прямими, і вони обертаються одна навколо іншої, а не розташовуються паралельно, що утворює викривлену структуру.

### NGC 7822
Зореутворюючий комплекс NGC 7822 у сузір'ї Цефея має декілька слонячих хоботів.